# Éclusier (métier)
Pour les articles homonymes, voir Éclusier.
L'éclusier, ou l'éclusière, est un employé chargé de la gestion d'une écluse, voire de plusieurs.

## Tâches dévolues à l'éclusier
Il est responsable de son ouvrage, doit assurer le passage des bateaux dans les meilleures conditions de sécurité possible tout en veillant à la fluidité du trafic fluvial. Il peut également assurer l'entretien de son ouvrage et de ses abords (tonte, élagage, fauchage, peinture, graissage...(sauf pour les vacataires)

## Tutelle
En France, les éclusiers de la plupart des canaux et rivières sont employés par l'État au sein des services navigations. Les services navigations sont mis à la disposition de Voies Navigables de France (VNF), les éclusiers du Rhône sont employés par la Compagnie nationale du Rhône (CNR), et les éclusiers du Rhin sont employés par EDF. En Bretagne et en Anjou, ils sont employés par la Région et les départements.
Les éclusiers travaillant sur les voies d'eau importantes (Rhin, Rhône) sont des agents assermentés, ils peuvent donc dresser des procès-verbaux aux bateliers ne respectant pas les règles de sécurité et de navigation dans le périmètre de l'écluse. Sur les voies d'eau touristiques, ils sont soit titulaires de l'administration, soit vacataires employés en renfort pour les vacances (étudiants et chômeurs le plus souvent).

## Conditions de travail
Les conditions du métier d'éclusier diffèrent beaucoup selon la voie d'eau sur laquelle il se trouve et son type d'équipement : de la voie d'eau à grand gabarit et à vocation essentiellement commerciale avec écluses électriques, au petit canal touristique avec écluses manuelles, toutes les configurations sont possibles et on peut parfois rencontrer différentes configurations sur une même voie d'eau.

## Maison éclusière

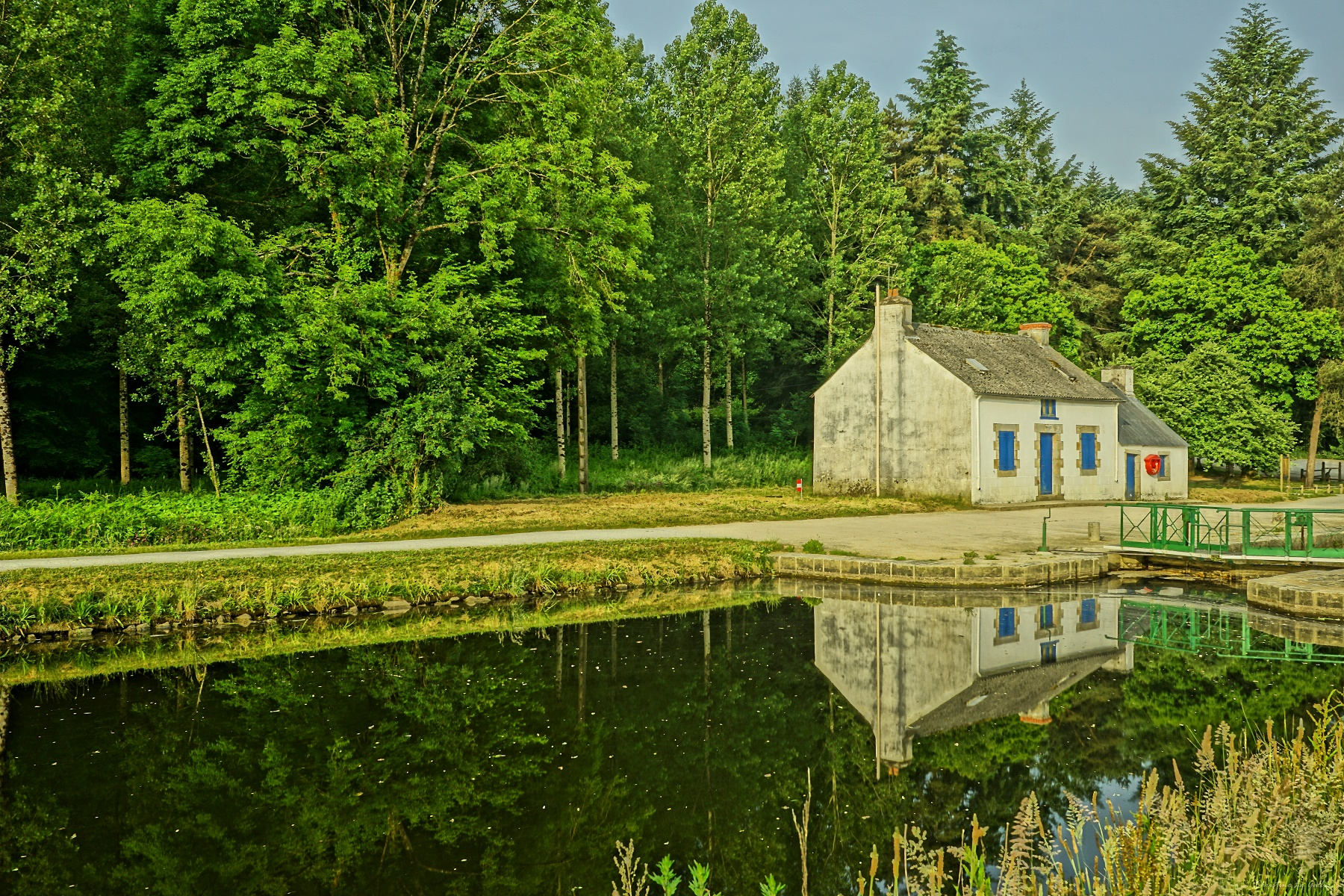
La maison éclusière de Minazen est un logis type ternaire en rez-de-chaussée, avec un comble à une lucarne pendante (coupée lors de la pose de la toiture en tôle) et une dépendance servant de cellier ou d'étable.

De nombreuses maisons éclusières ont été construites pour accueillir l'éclusier et sa famille. Elles sont plus modestes que l'habitation du contrôleur (le chef de secteur). Certaines continuent d'être occupées par les agents éclusiers (parfois en service sur plusieurs écluses) qui assurent le passage des bateaux aux écluses mais le déclin de la batellerie, la mécanisation et l'automatisation des écluses fluviales, ont entraîné pour une grande partie d'entre elles leur abandon ou leur réhabilitation. Dans ce dernier cas, elles sont vendues, ou louées à des particuliers, des associations ou des entreprises dans le cadre de projets de valorisation de ce patrimoine fluvial. Elles sont alors transformées en gîte ou chambre d'hôte, en restauration, en hébergement, en activité artisanale, artistique ou pédagogique, en base de loisirs ou en relais d'information touristique, cette reconversion étant en lien avec l'essor du tourisme fluvestre et de la randonnée le long des chemins de halage.